# Efeito eletrônico
Efeito eletrônico é um termo usado em química para identificar o fluxo de elétrons sobre um determinado átomo através das ligações químicas ou pelo espaço.
Um átomo ou grupo que diminui a densidade eletrônica é um grupo retirador de elétrons (GRE) e um átomo ou grupo que aumenta a densidade eletrônica é um grupo doador de elétrons (GDE).
Os efeitos eletrônicos são considerados à parte dos efeitos estéreos (no espaço), porém quando estes efeitos são somados, são chamados de efeitos estereoeletrônicos.

## Tipos de efeitos eletrônicos
Indução é a redistribuição da densidade de elétrons através de uma ligação sigma, de acordo com a eletronegatividade dos átomos envolvidos. O efeito indutivo cai em todas as ligações sigma envolvidas, limitando seu efeito a apenas algumas ligações.

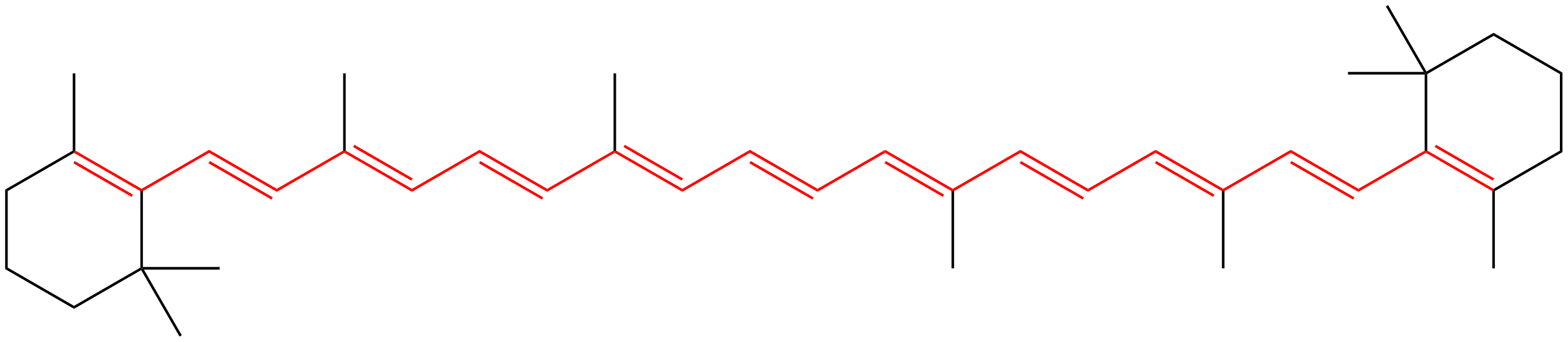
conjugação no beta-caroteno

Conjugação é uma redistribuição da densidade de elétrons semelhante à indução, mas transmitida através de ligações pi interconectadas. A conjugação depende da eletronegatividade dos átomos conectados e da posição dos pares de elétrons isolados em relação ao sistema pi. Efeitos eletrônicos podem ser transmitidos através de um sistema  π, permitindo que sua influência se estenda além da indução.

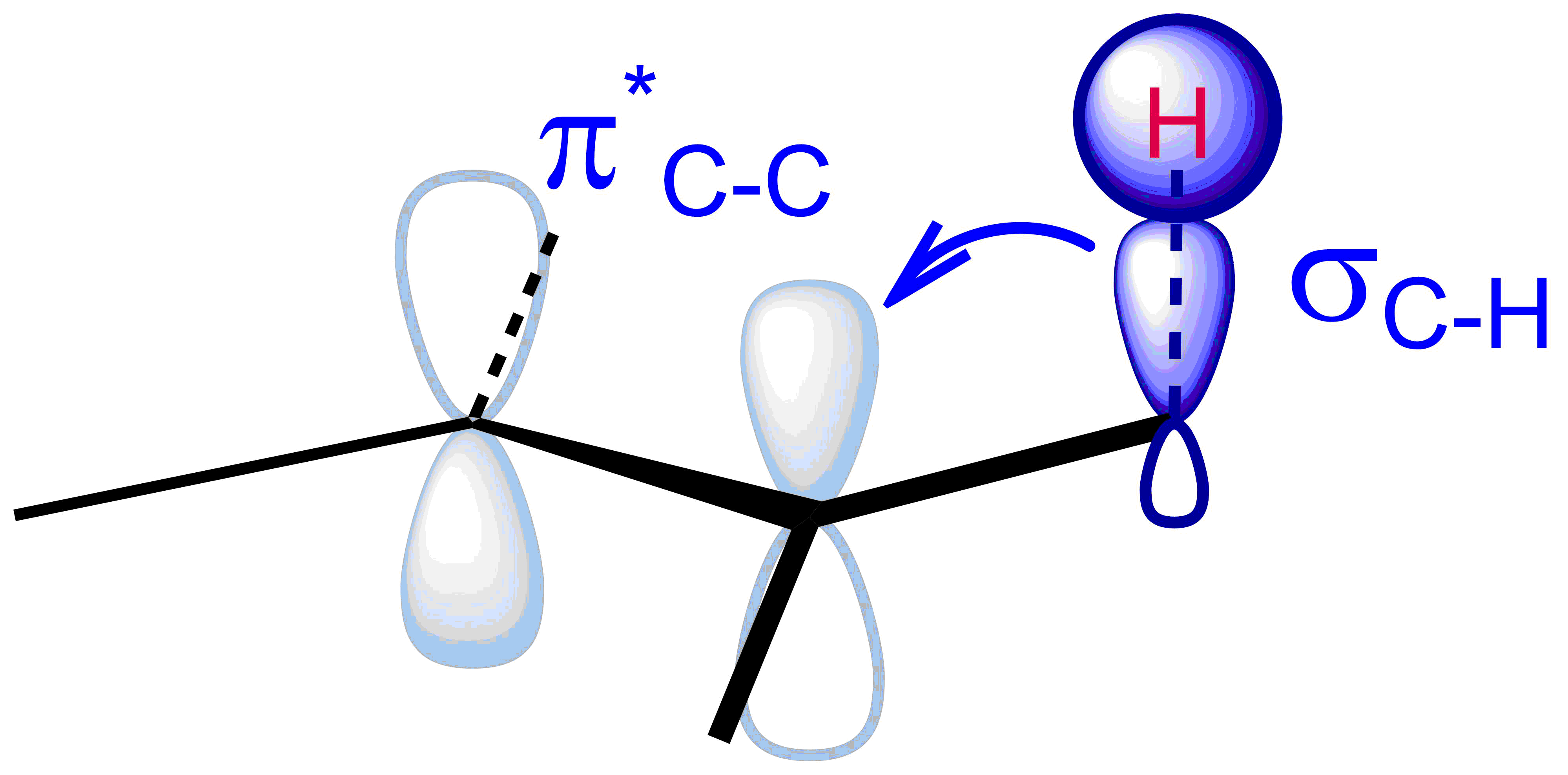
hiperconjugação em alcenos

Hiperconjugação é a interação estabilizadora que resulta da interação dos elétrons em uma ligação sigma (geralmente C-H ou C-C) com um orbital π adjacente, vazio (ou parcialmente preenchido), não-ligado (vazio ou parcialmente preenchido), ou um π orbital antiligante, ou um orbital sigma antiligante, resultando em um orbital molecular estendido que aumenta a estabilidade do sistema. A hiperconjugação pode ser usada para explicar fenômenos como o efeito gauche e efeito anomérico.
A simetria orbital é importante ao lidar com orbitais que contêm componentes direcionais como p e d. Um exemplo de tal efeito são os complexos de metais de transição d8 de baixa rotação quadrada planares. Esses complexos existem como complexos planos quadrados devido à direcionalidade dos orbitais d do centro de metal, apesar de menos congestionamento estérico em uma estrutura geométrica tetraédrica. Este é um exemplo simples de muitos exemplos variados, incluindo aspectos de reações pericíclicas, como a reação de Diels-Alder, entre outros.
As interações eletrostáticas incluem forças de atração e repulsão associadas ao acúmulo de carga em uma molécula. As interações eletrostáticas geralmente são muito fracas para serem consideradas ligações tradicionais ou são impedidas de formar uma ligação tradicional, possivelmente por um efeito estérico. Uma ligação é geralmente definida como dois átomos que se aproximam mais que a soma dos raios de Van der Waals. Enquanto uma interação eletrostática atraente é considerada uma "ligação" se ficar muito forte, uma interação eletrostática repulsiva é sempre um efeito eletrostático, independentemente da força. Um exemplo de efeito repulsivo é uma molécula que se contorce para minimizar as interações coulômbicas de átomos que possuem cargas semelhantes.
O efeito trans é a influência que um ligante em um complexo quadrado ou octaédrico tem na ligação ao ligante trans a ele. É causada por efeitos eletrônicos e se manifesta como o alongamento das ligações trans e como um efeito na energia geral do complexo.
O efeito Jahn-Teller é a distorção geométrica de moléculas não lineares sob certas situações. Qualquer molécula não linear com um estado fundamental eletrônico degenerado sofrerá uma distorção geométrica que remove essa degeneração. Isso tem o efeito de diminuir a energia total. A distorção de Jahn-Teller é especialmente comum em certos complexos de metais de transição; por exemplo, cobre (II) complexa com 9 d elétrons.